# Mantelkonvektion

Wärmekonvektion des festen, aber fließfähigen Erdmantels

Als Mantelkonvektion bezeichnet man langsam ablaufende Umwälzungen (sogenannte Konvektionsströme) des festen Erdmantels.
Mantelkonvektion ist eine spezielle Form der Konvektion.

## Geschichte
Das Konzept der Mantelkonvektion entwickelte sich seit Anfang des 20. Jahrhunderts aus Vorstellung von Magmaströmen und magmatischen Masseverlagerungen unterhalb der festen Erdkruste, zunächst zur Erklärung der Geologie von Faltengebirgen, wie den Alpen, dann auch weiterer geotektonischer Großformen, wie Tiefseerinnen und regionaler, vulkanischer Spaltensysteme.

## Energiequellen

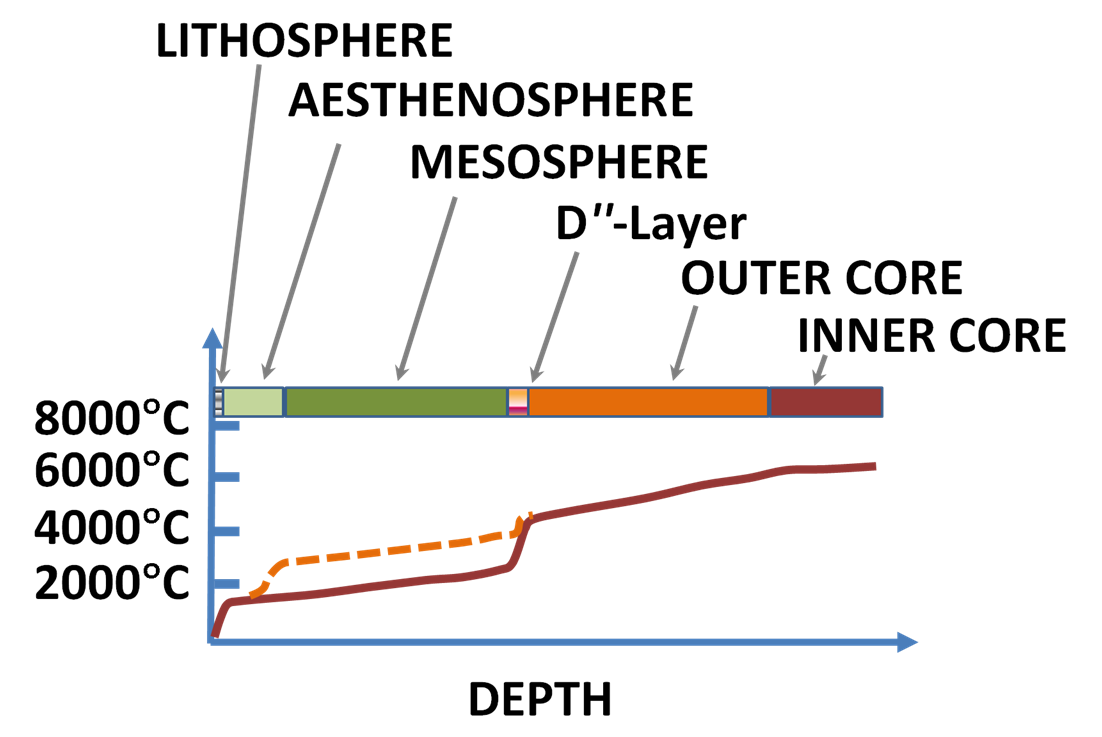
Vermutlicher Temperaturverlauf zwischen Erdkruste (links) und Erdkern (rechts)

Mantelkonvektion ist ein Wärmetransport-Mechanismus, bei dem ständig an der Erdoberfläche abgekühltes und damit dichteres Material durch Gravitation zum etwa 5400 °C heißen Erdkern hin absinkt (Subduktion). Zum Ausgleich wird heißes und damit weniger dichtes Material von der Kern-Mantel-Grenze nach oben bis zur Erdkruste aufgetrieben. Die Dauer eines Umlaufes beträgt bei einer vermuteten Geschwindigkeit von 5 cm pro Jahr etwa 240 Millionen Jahre. Weil die Mantelkonvektion den Erdkern durch natürliche Konvektion kühlt, muss dieser Wärmequellen besitzen, die unterhalb des festen, aber fließfähigen Erdmantels – also in der Umgebung oder innerhalb des Erdkerns – liegen:
- ein geringer Teil kann noch aus der Frühzeit der Erdentstehung stammen, was derzeit umstritten ist: gravitative Kompression, Aufprallenergie von Asteroiden und Meteoriten, Freisetzung potenzieller Energie bei Bildung des Erdkerns und Zerfall kurzlebiger radioaktiver Elemente.
- der größere Teil, vermutlich 80 %,[4] entstand durch den Zerfall langlebiger radioaktiver Elemente (235U, 238U, 232Th und 40K) im Erdmantel bzw. entsteht wahrscheinlich heute noch durch den Zerfall von Kalium 40 im Erdkern.[5]
- Vermutungen zufolge wird auch Kristallisationsenthalpie freigesetzt, wenn flüssiges Material an der Oberfläche des festen inneren Erdkerns kristallisiert. Da dies aber mit einer Schrumpfung des Erdkerns einhergeht, trägt mindestens die gravitative Bindungsenergie zum konvektiven Energietransport Richtung Erdmantel und damit auch zum "Antrieb" des Geodynamos bei. → Hauptartikel: Erdmagnetfeld

Mantelkonvektion ist somit eine thermische Konvektion, bei der die Heizung von unten durch den Erdkern erfolgt, der dadurch gekühlt wird. Eine Heizung durch mittransportiertes radioaktives Material ist insofern irrelevant, als dieses keine Dichteunterschiede der auf- und absteigenden Massenströme erzeugen kann. Andererseits hängt die Viskosität des Erdmantels (bei gleicher Tiefe) von der Temperatur ab, denn je zähflüssiger das Fluid, desto mehr konkurriert die Konduktion zulasten des Wärmestroms. Insgesamt transportiert die Mantel-Konvektion einen Wärmestrom von 3,5×1013 W (entsprechend 35 TW).

## Mantelkonvektion, Plattentektonik und Geodynamo
Die Umwälzungen laufen sehr langsam mit vertikalen und horizontalen Strömungsgeschwindigkeiten von einigen Zentimetern pro Jahr ab, wie man indirekt aus der Seismologie und Satellitengeodäsie erschließen kann. Der konvektierende Erdmantel ist dabei trotz hoher Temperaturen wegen des hohen Drucks nicht flüssig, sondern fest und verhält sich zähplastisch oder viskos (Viskosität 1021 bis 1023 Pa s).
Die Mantelkonvektion „paust“ sich bis zur Erdoberfläche durch, da die driftenden, aus Festgestein bestehenden Lithosphärenplatten mit ihren Kontinenten und Ozeanböden ein Teil des konvektierenden Systems sind. Die deutlichsten oberflächigen Auswirkungen sind
- gewisse Variationen der Erdwärme, die mit Untersuchungen der Geothermie erforscht werden,
- und das wohlbekannte Muster der Kontinentalverschiebung und Plattenbewegungen.

Letzteres entsteht durch die sich langsam bewegenden Lithosphärenplatten – die sogenannte Plattentektonik. Die kontinentalen Krustenmassen sind eingebettet in die Lithosphärenplatten und bewegen sich mit diesen mit Geschwindigkeiten von einigen Zentimetern pro Jahr. Man kann nicht sagen, dass Mantelkonvektion die driftenden Platten antreibt – oder dass umgekehrt die bewegten Platten den oberen Erdmantel „umrühren“ –, denn die Plattentektonik ist ein integraler Bestandteil der Mantelkonvektion. Ähnlich verhält es sich mit dem äußeren Erdkern, in dem ebenfalls Konvektionen ablaufen, die sich am Erdmantel zu orientieren scheinen. Somit sind Plattentektonik, Konvektionen im Erdmantel und der Geodynamo, welcher letztlich aus den Umwälzungen im äußeren Erdkern resultiert, miteinander verzahnt.

## Das Prinzip

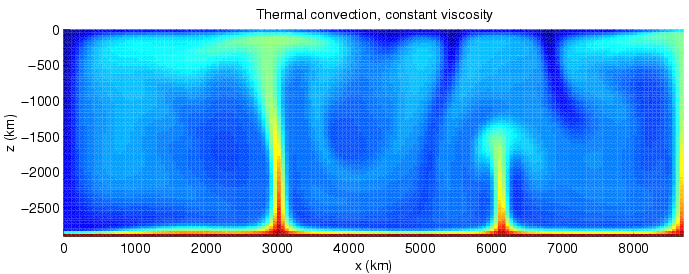
Beispiel eines Modells zur Mantelkonvektion: rot dargestellt sind aufwärts strömende Bereiche mit hohen Temperaturen, blau dagegen absinkende Bereiche mit niedrigen Temperaturen.

Die Mantelkonvektion beruht auf thermischer Konvektion: In einer viskosen Flüssigkeit, die von unten und von innen geheizt und von oben abgekühlt wird, führen Temperaturunterschiede zu thermischer Ausdehnung beziehungsweise Kontraktion. Wie in der unterschiedlich temperierten Flüssigkeit einer Hausheizung rufen die resultierenden Unterschiede der Dichte auch in diesem zähflüssigen Material Auftriebskräfte hervor. Diese Auftriebskräfte führen zu Strömungen, denen viskose Kräfte entgegenwirken. Außerdem wirkt Wärmeleitung der Konvektion entgegen, da sie die Temperatur zwischen heißem Aufstrom und kaltem Abstrom auszugleichen versucht. Die physikalischen Größen Auftrieb, Viskosität und Wärmeleitung werden in der so genannten Rayleigh-Zahl Ra zusammengefasst, die somit ein Maß für die Stärke der Konvektion ist.
Dabei sind ungeheure Massen in Bewegung, denn der Erdmantel macht über zwei Drittel der gesamten Erdmasse aus. Ähnlich ist es übrigens mit dem Magnetfeld: die Materieströmungen beim Erdkern sind zwar langsam, aber die großen Massen bewirken dennoch elektrische Ströme von vielen Millionen Ampere.
In der Theorie kann man jede thermische Konvektion untersuchen, indem man Annahmen über die Massen- und Temperaturverteilung trifft und die zugehörigen mathematischen Gleichungen auf dem Computer löst. Als Beispiel zeigt die Abbildung eine konvektierende Schicht mit Ra = 106, konstanter Viskosität, von unten geheizt. Man sieht, dass die Unterseite der viskosen Schicht eine heiße thermische Grenzschicht hat (rot), von der aus sogenannte heiße Plumes (Mantle plume) aufsteigen. Von der kalten thermischen Grenzschicht an der Oberseite (dunkelblau) sinken kalte Tropfen oder Plumes nach unten.

## Geschichtete oder Ganzmantelkonvektion
In 660 Kilometer Tiefe befindet sich eine Phasengrenze (660-km-Diskontinuität), die den oberen Mantel (30–410 km Tiefe) und die so genannte Mantelübergangszone (410–660 km Tiefe) vom unteren Mantel (660–2900 km Tiefe) trennt
. Diese Grenze ist ein Hindernis für Mantelkonvektion. Man nimmt an, dass in der frühen Erdgeschichte die Mantelkonvektion heftiger als heute war und möglicherweise getrennt im oberen und unteren Mantel ablief, während wir uns heute in einer Art Übergangsphase zur Ganzmantelkonvektion befinden: Aufsteigende und absinkende Ströme werden durch die Phasengrenze abgebremst und stauen sich dort teilweise auf, durchdringen sie aber dann meist doch. Hierfür sprechen Funde von Xenokristallen, welche aus mindestens 660 km Tiefe stammen.

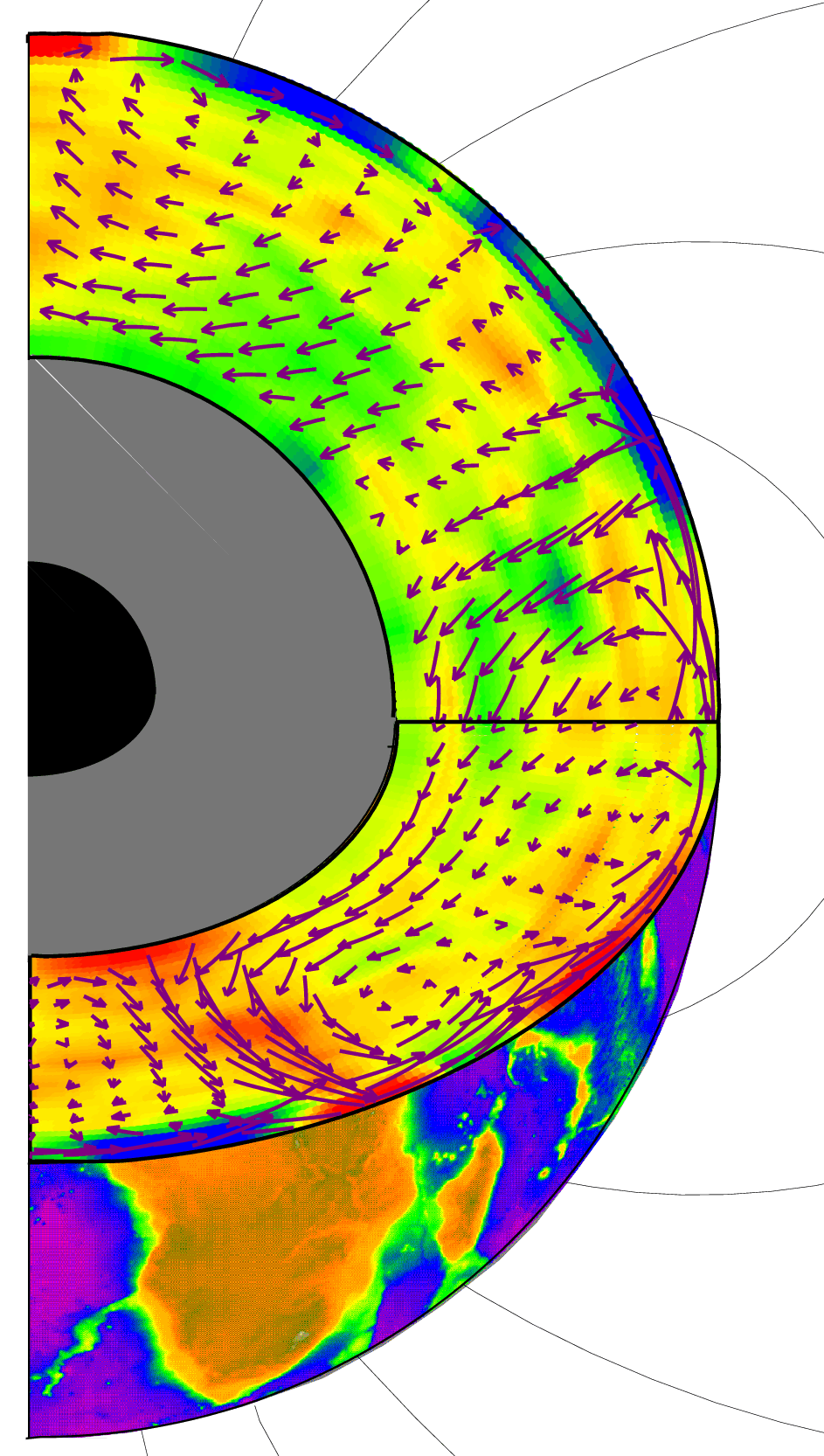
Mantelkonvektion berechnet aus seismischer Tomographie. Warme Gebiete sind rot, kühle Gebiete blau dargestellt. Pfeile zeigen die daraus berechneten Konvektionsströmungs-Geschwindigkeiten an.

## Nachweis des Strömungsmusters der Mantelkonvektion
Neben der direkten Beobachtung der oberflächigen Auswirkungen (Plattentektonik) erlaubt die Seismologie indirekt, heiße aufströmende und kühle absinkende Konvektionsäste zu identifizieren: Heiße Gebiete sind durch leicht herabgesetzte seismische Geschwindigkeiten gekennzeichnet, kühle Gebiete durch etwas höhere seismische Geschwindigkeiten. Durch die sogenannte seismische Tomographie kann man solche Zonen im Erdmantel identifizieren (z. B. sieht man unter Island eine heiße, also aufsteigende Region, unter Japan eine kalte, also absinkende Region). Die aus solchen Tomographiemodellen gewonnenen Dichteverteilungen können dann in fluiddynamische Gleichungen eingesetzt werden, und daraus dann die Strömungsfelder direkt berechnet werden. Die Abbildung zeigt ein solches Beispiel.
Eine weitere Möglichkeit, Mantelkonvektion indirekt zu beobachten, liegt im Schwerefeld oder im Geoid. Die oben beschriebenen Dichtevariationen führen zu sehr kleinen, aber messbaren Änderungen im Erdschwerefeld. So beobachtet man beispielsweise im Westlichen Pazifik großräumig ein leicht stärkeres Gravitationsfeld, das durch die höhere Dichte im kalten konvektiven Abstrom (Subduktionszone) interpretiert wird.